# Fresolimumab
Il fresolimumab è un anticorpo monoclonale di tipo umano, che agisce come immunomodulatore e viene studiato per il trattamento della fibrosi idiopatica polmonare, della glomerulosclerosi segmentaria e focale e nel cancro.
Il farmaco agisce legando e inibendo la crescita delle varie isoforme del fattore di crescita trasformante beta (TGF-β), che sono iper-espresse nella crescita tumorale, nell'angiogenesi e nella migrazione cellulare.
Il farmaco è stato sviluppato dalla Genzyme.